# Adamekhütte

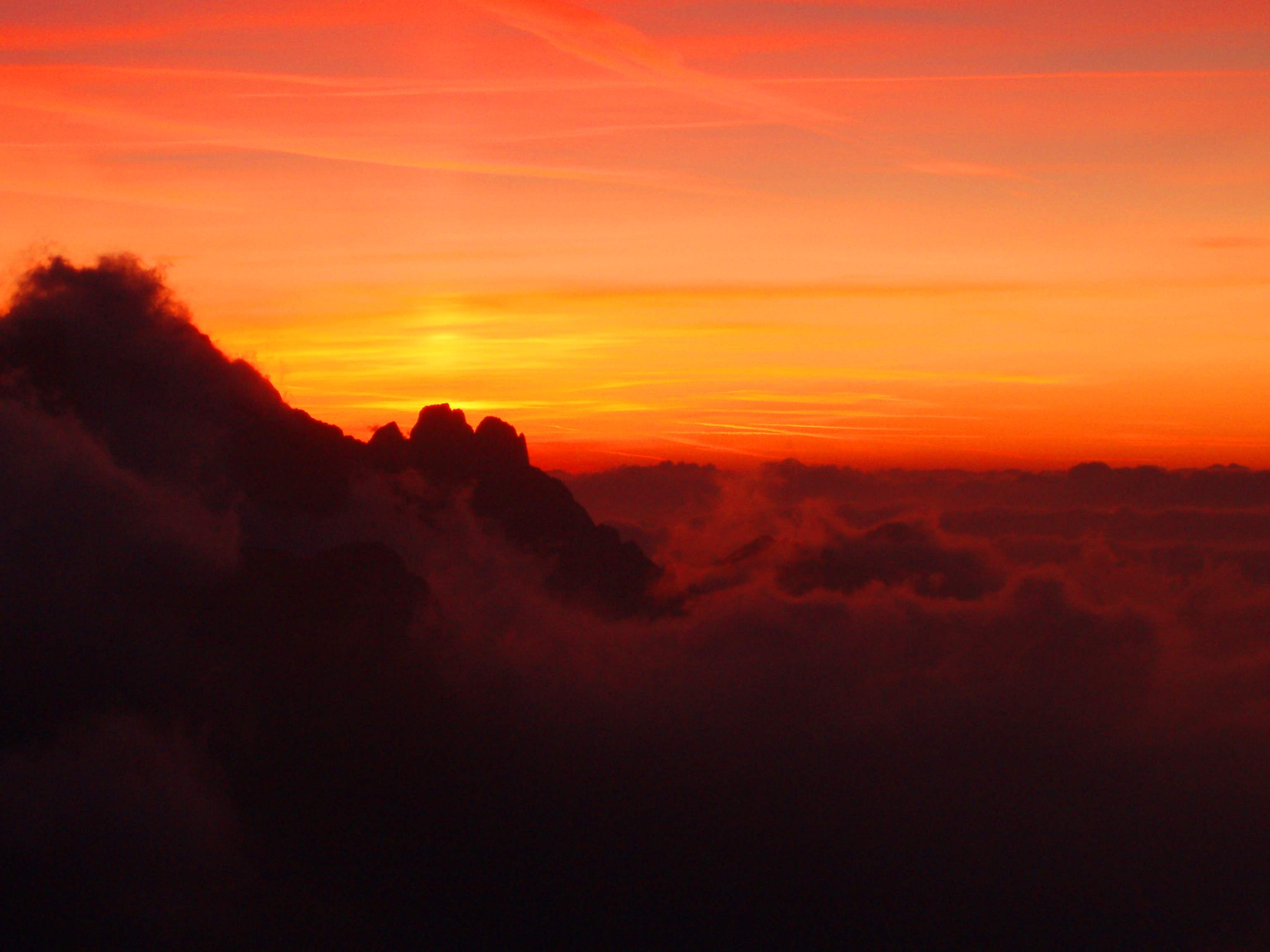
Sonnenuntergang an der Adamekhütte mit Blick zum Donnerkogel

Die Adamekhütte ist eine Schutzhütte der Sektion Austria des ÖAV in 2196 m ü. A. Höhe, unterhalb des Gosaugletschers, am Fuß des Hohen Dachstein. Sie befindet sich damit im Dachsteingebirge in Oberösterreich, hoch über dem Tal von Gosau in der UNESCO-Welterberegion Hallstatt-Dachstein/Salzkammergut. Aufgrund der großen Höhenlage ist die Adamekhütte kein Ziel von Tageswanderern, sondern vielmehr ein bedeutender Stützpunkt für Weitwanderer auf dem Nordalpenweg sowie für Bergsteiger, die von hier aus größere Berg-, Gletscher- und Klettertouren am Dachstein unternehmen können.

## Geschichte
Die 1908 von der Sektion Austria des DuOeAV errichtete Hütte wurde nach Karl Ritter von Adamek, dem Landesgerichtspräsidenten und Vorstand des DuOeAV (1889–1891), benannt. Zuvor gab es lediglich einen dürftigen Unterstand, die Grobgesteinhütte, dessen Reste heute noch am Hüttenweg in 1638 Metern erkennbar sind. Die Adamekhütte wurde 1928 erweitert und von 1991 bis 1993 umgebaut. Von ihrem Standort bietet sich ein Tiefblick auf die Gosauseen sowie eine Fernsicht zu den Hohen Tauern und zur Bischofsmütze an.

## Zugänge
- Vom Vorderen Gosausee (930 m, Parkplatz) über Hinteren Gosausee und Hüttenweg, mittel, Gehzeit: 4 Stunden
- Vom Hunerkogel (2680 m, Dachstein-Südwandbahn) über Steinerscharte und Gosaugletscher, nur für Geübte mit entsprechender Ausrüstung, Kletterstellen im Schwierigkeitsgrad I auf der UIAA-Skala, teilweise gesichert, Gehzeit: 2,5 Stunden
- Von der Bachlalm (Mautstraße bis 1400 m) bei Filzmoos über die Windlegerscharte, nur für Geübte, Kletterstellen im Schwierigkeitsgrad I auf der UIAA-Skala, teilweise gesichert, Gehzeit: 4 Stunden
- Von der Oberhofalm (1260 m, Parkplatz) bei Filzmoos über den Linzer Weg, nur für Geübte, Kletterstellen im Schwierigkeitsgrad I auf der UIAA-Skala, teilweise gesichert, Gehzeit: 5 Stunden

## Übergänge
- Hofpürglhütte (1705 m) über Linzer Weg und Reißgangscharte, nur für Geübte, Kletterstellen im Schwierigkeitsgrad I auf der UIAA-Skala, teilweise gesichert, Gehzeit: 4 Stunden
- Simonyhütte (2205 m)
  - über Hoßwandscharte und Hohen Trog, mittel, Gehzeit: 4–5 Stunden
  - über Steinerscharte und Gletscher, nur für Geübte mit entsprechender Ausrüstung, Kletterstellen im Schwierigkeitsgrad I auf der UIAA-Skala, teilweise gesichert, Gehzeit: 3,5 Stunden
- Seethalerhütte (2740 m) über Steinerscharte und Gletscher, nur für Geübte mit entsprechender Ausrüstung, Kletterstellen im Schwierigkeitsgrad I auf der UIAA-Skala, teilweise gesichert, Gehzeit: 3 Stunden
- Dachsteinsüdwandhütte (1910 m) über Windlegerscharte, Tor und Pernerweg, Kletterstellen im Schwierigkeitsgrad I auf der UIAA-Skala, teilweise gesichert, Gehzeit: 4 Stunden

## Gipfelbesteigungen
- Hoher Dachstein (2995 m) über Gosaugletscher und Westgrat, nur für Geübte mit entsprechender Ausrüstung, Kletterstellen im Schwierigkeitsgrad I auf der UIAA-Skala, teilweise gesichert, Gehzeit: 2,5 Stunden
- Hochkesselkopf (2454 m) über Linzer Weg, Hochkesseleck und Nordflanke, Kletterstellen im Schwierigkeitsgrad II auf der UIAA-Skala, teilweise gesichert, Gehzeit: 2 Stunden
- Weitere Gipfel sind weglos nur durch Kletterei und mit alpiner Erfahrung ersteigbar: Torstein (2948 m), Mitterspitz (2926 m), Niederer Dachstein (2934 m), Hohes Kreuz (2837 m), Schreiberwandkopf (2642 m), Schneebergwand (2803 m)